# Marc Spector e Steven Grant (Marvel Cinematic Universe)
Marc Spector e Steven Grant sono personaggi immaginari interpretati da Oscar Isaac nel media franchise del Marvel Cinematic Universe (MCU), basati sull'omonimo personaggio di Marvel Comics. Spector è rappresentato come il vigilante Moon Knight e avatar della divinità egizia Khonshu.
Spector è un mercenario americano affetto da disturbo dissociativo dell'identità (DID), sviluppato a seguito di abusi subiti durante l'infanzia. È inoltre sposato con Layla El-Faouly. Grant, una delle sue personalità alternative, lavora come commesso in un negozio di souvenir a Londra. Grant scopre l'esistenza di Spector e assume l'identità di Mr. Knight; insieme affrontano la dea egizia Ammit e il suo avatar, Arthur Harrow. Successivamente, una terza personalità, Jake Lockley, uccide Harrow.
Il personaggio è apparso per la prima volta nella serie Moon Knight (2022), distribuita su Disney+. Una versione alternativa è comparsa anche nella terza stagione della serie animata What If...? (2024).

## Biografia del personaggio

### Primi anni
Marc Spector è nato il 9 marzo 1987 a Chicago, Illinois, da Elias e Wendy Spector. Un giorno, durante l'infanzia, Spector e suo fratello minore Randall si avventurarono in una grotta vicino a casa, che si allagò inaspettatamente a causa delle forti piogge, provocando l’annegamento di Randall. Consumato dalla perdita del figlio, Wendy incolpò Marc per la morte di Randall e divenne fisicamente e verbalmente violenta nei suoi confronti, oltre a sviluppare una dipendenza dall’alcol. Il trauma della morte di Randall e gli abusi subiti dalla madre portarono Marc a sviluppare un disturbo dissociativo dell’identità (DID), da cui emerse l'alter Steven Grant. Quest'ultimo era ispirato a un archeologo immaginario del film Tomb Buster, che Marc e Randall guardavano spesso insieme. Grant rimase ignaro della violenta infanzia del suo ospite, poiché Spector voleva proteggerlo dal dolore che lui stesso era costretto a sopportare. Durante l’adolescenza, Spector alla fine lasciò la casa di famiglia, nonostante i tentativi di Elias di convincerlo che avrebbe trovato un modo per aiutare Wendy.
Da adulto, Spector si arruolò nell'esercito degli Stati Uniti, ma venne congedato con disonore dopo essere entrato in uno stato di fuga dissociativa durante il servizio. Successivamente iniziò a lavorare come mercenario insieme al suo ex comandante, Bushman. Durante una missione con l’archeologo Abdallah El-Faouly in un sito di scavo in Egitto, Bushman, accecato dall’avidità, giustiziò tutti gli archeologi presenti, incluso El-Faouly. Spector tentò di fermarlo, ma venne colpito e lasciato morire. Gravemente ferito, Marc si trascinò fino a un tempio vicino dedicato al dio egizio Khonshu, dove si preparò a togliersi la vita. Tuttavia, Khonshu intervenne, offrendogli una seconda possibilità in cambio del ruolo di suo avatar sulla Terra, per realizzare il suo desiderio di vendetta contro i criminali. Spector accettò, e Khonshu lo riportò in vita, donandogli una tuta corazzata e poteri sovrumani, trasformandolo nel vigilante noto come Moon Knight.
Come Moon Knight, Spector servì fedelmente Khonshu, uccidendo numerosi criminali in suo nome. Pentito per la morte di El-Faouly, incontrò sua figlia Layla, ma non trovò il coraggio di raccontarle la verità sul destino del padre. I due alla fine si sposarono, e Layla iniziò ad accompagnarlo nelle sue missioni come Moon Knight. Temendo che Khonshu volesse farne il suo prossimo avatar, Spector si separò da lei per proteggerla.
Spector sopravvisse agli eventi catastrofici del Blip causato dal signore della guerra alieno Thanos all'inizio del 2018, e rilasciò un nuovo passaporto a dicembre. Nel 2025, in occasione della shiva di Wendy, Spector non riuscì a entrare nella sua vecchia casa per partecipare alla cerimonia, nonostante le insistenze del padre. Per via del dolore e del trauma, Spector permise a Grant di assumere il controllo generale del corpo, continuando a tenerlo ignaro della sua natura di alter ego.

### Lotta contro Arthur Harrow

#### Steven Grant incontra il suo altro sé
Due mesi dopo, Grant si trasferì a Londra, in Inghilterra, e iniziò a lavorare come commesso in un negozio di articoli da regalo all'interno del British Museum. Tuttavia, continuava a soffrire di frequenti "blackout", durante i quali Marc Spector prendeva il controllo del corpo, mentre Grant rimaneva represso nella sua psiche.
Una notte, nel tentativo di restare sveglio, Grant si addormentò accidentalmente e si risvegliò in un villaggio vicino alle Alpi austriache, trovandosi in possesso di un antico scarabeo. Venne subito inseguito da forze ostili e si rifugiò nel villaggio, dove incontrò Arthur Harrow, un fanatico religioso che gli chiese di consegnargli lo scarabeo. Grant fuggì a bordo di un camion di cupcake, inseguito dagli uomini di Harrow, e venne inaspettatamente salvato da una misteriosa voce incorporea che iniziò a parlargli.
Dopo questo evento, Grant si risvegliò nel proprio appartamento. Inizialmente sollevato, si rese però conto che erano trascorsi due giorni dal suo "svenimento". Notò diverse stranezze nell'appartamento e fu rimproverato per essersi dimenticato di un appuntamento galante. Quella sera, tornando a casa dal lavoro, trovò nascosti nel suo appartamento una chiave di un deposito e un telefono cellulare. Chiamò uno dei contatti sul telefono, Layla, che lo rimproverò per aver ignorato le sue chiamate per mesi.
Il giorno seguente, durante il suo turno al museo, Grant si ritrovò faccia a faccia con Harrow, circondato da testimoni e personale che si rivelarono essere suoi seguaci. Tutti servivano la divinità egizia Ammit. Più tardi, quella notte, Harrow evocò un mostro sciacallo per attaccare Grant all'interno del museo, nel tentativo di recuperare lo scarabeo. Grant tentò la fuga, ma fu bloccato all’interno del bagno. Fu in quel momento che Marc Spector gli offrì aiuto. Nonostante le iniziali esitazioni, Grant accettò, permettendo così a Spector di prendere il controllo e trasformarsi in Moon Knight. Quest'ultimo affrontò la creatura e la uccise brutalmente.

#### Riallacciare i rapporti con Layla El-Faouly
Il giorno seguente, Grant torna al museo, ma viene licenziato dopo che la revisione dei filmati di sicurezza dell’attacco notturno non mostra né il mostro né Moon Knight, ma solo lui che scompare dopo ore. Decide quindi di recarsi a un deposito usando la chiave trovata nel suo appartamento, dove scopre gli effetti personali di Spector, incluso lo scarabeo con cui era fuggito, nascosto in un borsone. In quel momento, Spector si manifesta come un riflesso davanti a Grant, rivelandosi come l'avatar di Khonshu. Spaventato, Grant fugge dal deposito e incontra Layla El-Faouly, che si presenta come la moglie di Spector. I due tornano all'appartamento di Grant, dove lui viene arrestato dai poliziotti Billy e Bobbi, che in realtà sono seguaci segreti di Ammit e discepoli di Harrow. Harrow lo conduce al loro nascondiglio, chiedendo lo scarabeo, che Layla porta con sé. Infastidito, Harrow evoca un altro mostro sciacallo per inseguirli.
Durante la fuga, Harrow spinge Grant giù dal tetto del nascondiglio, ma evoca il suo costume, causando grande sorpresa a Spector. Lo sciacallo riesce a sopraffare Grant, debilitandolo fino a costringerlo a cedere il controllo a Spector, che indossa il costume di Moon Knight e uccide la creatura. Tuttavia, Khonshu rimprovera Spector per aver perso lo scarabeo durante lo scontro con Harrow e minaccia di rivendicare Layla come suo nuovo avatar, prima di mandarlo in Egitto.

#### Localizzare la tomba di Ammit
Al Cairo, Spector cerca invano di rintracciare Harrow, mentre lui e Grant continuano a vivere strani episodi di blackout durante i quali un terzo alter, Jake Lockley, di cui entrambi ignorano l'esistenza, prende il controllo del corpo. Dopo che uno dei seguaci di Ammit si suicida, Khonshu provoca un’eclissi solare per convocare un’udienza del consiglio dell'Enneade e dei loro avatar. Spector viene convocato alla Grande Piramide di Giza, dove Khonshu accusa Harrow di aver tentato di trovare la tomba di Ammit per resuscitare la dea, accusa che Harrow nega con false dichiarazioni.
Spector e Layla visitano Anton Mogart, che possiede il sarcofago di un medjay che conosceva la posizione della tomba di Ammit. Prima che possano usare una mappa di stoffa per localizzarla, Harrow arriva e distrugge il sarcofago. Dopo uno scontro con gli uomini di Mogart, Spector e Layla si avventurano nel deserto, ma non riescono a ricostruire la mappa. Con riluttanza, Spector lascia che Grant prenda il controllo, e Grant ricompone rapidamente la mappa delle costellazioni. Khonshu allora riporta il cielo notturno alla notte in cui la mappa è stata creata, allineando le stelle con la mappa stessa. Tuttavia, Khonshu viene imprigionato in un ushabti, privando Spector e Grant dei loro poteri.

#### Trovare l'ushabti di Ammit
Dopo essere fuggiti dagli uomini di Harrow, Grant e Layla utilizzano la mappa per localizzare la tomba. Prendono provviste dall’accampamento abbandonato di Harrow e trovano un accesso alternativo alla tomba. Durante questo momento, si scambiano un bacio, che sorprende Spector. All'interno della tomba, incontrano mostri mummificati; Grant si separa da Layla mentre entrambi cercano una via di fuga. Durante l'esplorazione, Grant scopre un sarcofago che riconosce probabilmente appartenere ad Alessandro Magno, grazie a un'iscrizione in lingua macedone. Aprendo il sarcofago, trova nella gola della mummia un ushabti di Ammit.
Layla arriva poco dopo e affronta Spector riguardo al destino di suo padre. Improvvisamente, Harrow e i suoi seguaci fanno irruzione. Spector uccide rapidamente alcuni nemici, ma viene colpito da Harrow con due colpi di pistola al petto, che lo uccidono.

#### Il Duat e l'ospedale psichiatrico
Spector si risveglia in un ospedale psichiatrico popolato da persone della sua vita e di Grant. Si ritrova in un ufficio dove Harrow appare come uno psichiatra apparentemente pronto ad aiutarlo. Spector fugge e trova una stanza con due sarcofagi: in uno è rinchiuso Grant, in un corpo separato. I due si abbracciano e lasciano indietro il secondo sarcofago, che contiene Lockley. Vengono poi accolti da una donna con la testa di ippopotamo, che li fa urlare. Da quel momento, Spector inizia a passare da una realtà all'altra: l’incontro con la donna insieme a Grant e l’ufficio con il "dottor Harrow".
Nella prima realtà, Grant identifica la donna come la dea Taweret, che spiega loro di essere morti e che l'"ospedale psichiatrico" è in realtà una barca che attraversa il Duat, l'aldilà egiziano. Taweret pesa i loro cuori sulla Bilancia della Giustizia per decidere se possono entrare nel Campo delle Canne, ma scopre che i loro cuori sono squilibrati a causa di ricordi nascosti che devono esplorare nell'"ospedale". Grant scopre la morte di Randall e gli abusi subiti da Wendy, mentre Spector gli mostra un ricordo in cui diventa Moon Knight e avatar di Khonshu durante una missione con Bushman. Insieme cercano di convincere Taweret a lasciarli tornare nel mondo dei vivi, e lei li guida verso i Cancelli di Osiride. Spector confessa a Grant, con riluttanza, di averlo creato inconsapevolmente a causa degli abusi di Wendy, e i due si riconciliano. La bilancia però non si equilibra, provocando un attacco di spiriti ostili e spingendo Grant in mare, dove resta bloccato nella sabbia.
Nella seconda realtà, Spector si trova nell’ufficio del "dottor Harrow", che tenta di calmarlo dicendo che non gli ha sparato e che la sua mente sta vacillando tra le realtà. Harrow afferma che Spector si è creato una fantasia rassicurante da supereroe, ma nega di essere un medico. Riassume come Spector sia arrivato lì, incluso l'incontro con l’ippopotamo parlante, e lo invita a continuare a parlare del ragazzino di cui parlava prima di urlare. Spector afferra un fermacarte e dichiara di sentirsi bene, ma Harrow ordina agli inservienti di sedarlo, riportandolo alla conversazione con Taweret.
Quando Grant dice a Spector che se non mostra il ricordo nascosto la bilancia resterà sbilanciata, e che la responsabilità della morte di molti, inclusa Layla, sarà sua, Spector comincia a colpirsi la testa, dicendo che Grant “non ce la farà”, e torna nell’ufficio di Harrow. Harrow si dichiara orgoglioso che Spector abbia rivissuto i suoi traumi e lo spinge a riflettere se Grant sia stato creato per nascondersi dalle sue colpe o per punire il mondo per ciò che sua madre gli ha fatto. Gli dice che l’unico modo per scoprirlo è aprirsi a Grant.
Dopo che Spector affronta Grant riguardo alla morte della loro madre, la negazione di Grant lo riporta nell’ufficio di Harrow, che si offre di chiamare sua madre, ma viene interrotto quando Grant accetta la sua morte.
Con Grant bloccato, la bilancia si equilibra e Spector si ritrova nel Campo delle Canne. Decide di lasciarlo per inseguire Grant, gli fa un discorso appassionato dal cuore e resta accanto a lui. I cancelli si aprono e entrambi vengono resuscitati grazie a Taweret, mentre Layla libera Khonshu dal suo ushabti, che affronta e combatte Ammit, ormai liberata.

#### Battaglia degli Dei
Spector e Grant si risvegliano nel loro corpo, permettendo a Khonshu di percepire il loro ritorno e di riconnettersi con loro, guarendo il corpo e ripristinando i loro poteri come Moon Knight e Mr. Knight. Layla scopre che per sconfiggere Ammit è necessario legarla a un corpo mortale. Mentre Harrow, Ammit e i loro seguaci iniziano a giudicare le persone al Cairo, Spector, Grant, Layla (nei panni di Scarlet Scarab) e Khonshu arrivano per affrontarli in battaglia.
Spector e Grant combattono insieme contro Harrow, alternandosi senza difficoltà, fino a quando non vengono sopraffatti. Harrow è sul punto di ucciderli, ma un improvviso blackout permette loro di risvegliarsi e vedere Harrow brutalmente sconfitto da una terza identità.
Spector e Layla sigillano Ammit nel corpo di Harrow, imprigionandola. Khonshu esorta Spector a giustiziare Harrow e Ammit, ma Spector rifiuta e ordina a Khonshu di liberarlo lui e Grant dal loro ruolo di avatar, cosa che Khonshu fa. I due si ritrovano nell’ufficio del “dottor Harrow”, dove rifiutano quella realtà e scelgono di continuare la loro nuova vita insieme, risvegliandosi nell’appartamento di Grant a Londra.
Più tardi, un Harrow menomato viene portato a bordo di una limousine, dove viene affrontato da Khonshu. Quest’ultimo introduce la terza identità di Marc, Jake Lockley, che poi spara a Harrow.

## Versioni alternative

### Guerra Gamma
In un 2024 alternativo, Spector venne reclutato da Sam Wilson / Captain America per combattere contro l'Apex Hulk e il suo esercito di creature generate dal gamma. Durante la battaglia di New York, combatté al fianco di Shang-Chi, Monica Rambeau, Bucky Barnes, Melina Vostokoff, Nakia e il Guardiano Rosso, sfruttando il protocollo Mighty Avenger. Dopo essere stato sopraffatto, assistette insieme agli altri alla trasformazione di Bruce Banner nel Mega-Hulk, che riuscì infine a sconfiggere l'Apex.

## Caratterizzazione

### Marc Spector / Moon Knight
Da bambino, Marc Spector sviluppò un disturbo dissociativo dell'identità a causa degli abusi fisici subiti dalla madre, traumatizzata dalla morte accidentale del fratello annegato. In seguito, Spector si arruolò nei Marines e, durante una missione da mercenario, rimase gravemente ferito. Fu allora salvato da Khonshu, che gli conferì i poteri di Moon Knight.

### Stevem Grant / Mr. Knight
Steven Grant viene presentato come una persona timida, spesso vittima degli altri, impiegato nel negozio di souvenir di un museo e con una buona conoscenza della mitologia egizia. Steven nacque come alter di Spector durante l’infanzia, a causa degli abusi subiti dalla madre, che incolpava Marc per la morte del fratello. Il suo accento britannico deriva dal fatto che, da bambino, Spector guardava un film su un archeologo inglese chiamato proprio Steven Grant. Man mano che scopre la verità sull'identità di Marc, Steven acquisisce sempre più fiducia in sé stesso e si mostra pronto a combattere, indossando il costume di Mr. Knight.

### Jake Lockley
Jake Lockley è un autista che assume il ruolo di avatar di Khonshu al posto della divinità, apparentemente intenzionata a interrompere il legame con Marc Spector e Steven Grant; tuttavia, Spector e Grant non sono consapevoli dell’esistenza di Lockley. Tra tutte le personalità di Marc, Lockley è quella con le tendenze più violente, come dimostrato quando accompagna Arthur Harrow, ormai riabilitato, nella propria limousine, per poi ucciderlo con entusiasmo, soddisfacendo così Khonshu. Lockley parla fluentemente lo spagnolo, lingua che utilizza per schernire Harrow prima di assassinarlo.
Parlando della scelta di introdurre pienamente Lockley solo al termine della stagione, lo sceneggiatore principale Jeremy Slater ha spiegato di essere consapevole che gli appassionati dei fumetti di Moon Knight erano attenti a cogliere i vari indizi disseminati negli episodi precedenti, ma di essersi concentrato soprattutto su «tutti gli altri, che non avevano familiarità con il personaggio e la sua complessa dinamica interiore», garantendo al contempo che la rivelazione finale risultasse «soddisfacente anche per chi si avvicinava per la prima volta alla storia di Moon Knight».
Prima della rivelazione completa di Lockley nel sesto episodio, la sua esistenza era stata suggerita attraverso una serie di indizi nascosti negli episodi precedenti. In particolare, Slater ha citato i blackout di Spector e Grant al Cairo nel terzo episodio, Il tipo amichevole, e il sarcofago tremante visto da Spector e Grant mentre cercavano di fuggire dal reparto psichiatrico alla fine del quarto episodio, La tomba.

### Armi ed equipaggiamento
Marc Spector / Moon Knight utilizza dei dardi a forma di mezzaluna, che estrae dalla parte centrale del suo costume, mentre Steven Grant / Mr. Knight combatte servendosi di un paio di manganelli.

## Accoglienza
Daniel Fienberg di The Hollywood Reporter ha descritto Steven come «un comico balbettante» e Marc come «un professionista con stile». Matt Fowler di IGN ha definito l'interpretazione di Isaac «violenta e toccante» e ha aggiunto che «Isaac regge gran parte di Moon Knight con una splendida interpretazione di due menti che convivono in un solo corpo», sottolineando: «Con il procedere della storia e l’intensificarsi dei conflitti interiori, Isaac affronta con maestria ogni sfida recitativa, che si tratti di discutere con il proprio riflesso, combattere contro una creatura folle e ruggente o orientarsi tra i "principi organizzativi" della propria mente».

### Riconoscimenti
| Anno | Progetto    | Premio                                  | Categoria                                                            | Risultato | Ref(s) |
| ---- | ----------- | --------------------------------------- | -------------------------------------------------------------------- | --------- | ------ |
| 2022 | Moon Knight | MTV Movie & TV Awards                   | Miglior eroe                                                         | Candidato | [ 10 ] |
| 2022 | Moon Knight | Premios Juventud                        | Attore preferito                                                     | Candidato | [ 11 ] |
| 2022 | Moon Knight | Hollywood Critics Association TV Awards | Miglior attore in una miniserie televisiva o serie antologica o film | Candidato | [ 12 ] |
| 2022 | Moon Knight | Saturn Awards                           | Miglior attore in una serie televisiva (streaming)                   | Vincitore | [ 13 ] |
| 2022 | Moon Knight | E! People's Choice Awards               | Star maschile in una serie televisiva                                | Candidato | [ 14 ] |
| 2023 | Moon Knight | Critics' Choice Super Awards            | Miglior attore in una serie di supereroi                             | Candidato | [ 15 ] |